# Исаев, Михаил Александрович (генерал-майор)
Исаев Михаил Александрович (16 сентября 1902 года, деревня Зверинец, ныне Ростовский район, Ярославская область — 22 сентября 1983 года, Москва) — советский военный деятель, Генерал-майор (3 июня 1944 года).

## Начальная биография
Родился 16 сентября 1902 года в деревне Зверинец ныне Ростовского района Ярославской области.

## Военная служба

### Межвоенное время
В сентябре 1922 года призван в ряды РККА и направлен в Рязанскую пехотную школу, после окончания которой в августе 1925 года назначен на должность командира взвода 18-го артиллерийского полка Московского военного округа. В сентябре 1927 года поступил на Московские военно-политические курсы, после окончания которых с августа 1928 года исполнял должность политрука батареи в 3-м Туркестанском артиллерийском и 12-м горнострелковом полках Среднеазиатского военного округа.
В июне 1930 года поступил в Военную академию имени М. В. Фрунзе, после окончания которой в мае 1933 года был назначен на должность начальника 1-й части штаба 55-й стрелковой дивизии Московского военного округа. С января 1935 года находился в распоряжении Разведывательного управления РККА и с 1937 года принимал участие в гражданской войне в Испании. После возвращения из Испании с мая 1938 года состоял офицером для особых поручений при секретариате НКО СССР, в мае 1939 года назначен на должность командира 31-го стрелкового полка 25-й стрелковой дивизии Одесского военного округа, с октября 1940 года — начальник штаба 68-й горнострелковой дивизии Среднеазиатского военного округа.

### Великая Отечественная война
В сентябре 1941 года принимал участие в ходе операции по вводу войск в Иран.
С февраля 1942 года — начальник штаба 58-го стрелкового корпуса, дислоцировавшегося в Горгане, с июня 1943 года — начальник штаба 15-го гвардейского стрелкового корпуса, принимавшего участие в боевых действиях на смоленско-оршанском направлении.
В январе 1944 года назначен на должность командира 30-й гвардейской стрелковой дивизии, которая вскоре принимала участие в ходе Режицко-Двинской, Мадонской и Рижской наступательных операций.
С ноября 1944 года — командир 15-го гвардейского стрелкового корпуса, который принимал участие в ходе разгрома группировки противника на Курляндском полуострове, за что был награждён орденом Суворова 2 степени.

### Послевоенная карьера
С октября 1945 года исполнял должность начальника Управления боевой и физической подготовки Ленинградского военного округа, в феврале 1946 года поступил в Высшую военную академию имени К. Е. Ворошилова, после окончания которой в феврале 1948 года был назначен на должность начальника 2-го отдела Управления боевой подготовки Сухопутных войск, с апреля 1950 года — начальник 1-го отдела — заместитель начальника Управления боевой подготовки по планированию Главного управления боевой подготовки Сухопутных войск, с мая 1953 года — заместитель командира 19-го стрелкового корпуса, с января 1955 года — заместитель командира, с января 1956 года — командир 10-го стрелкового корпуса Уральского военного округа.
В октябре 1957 года назначен на должность старшего военного советника начальника Управления боевой подготовки Чехословацкой народной армии, с марта 1959 года — представитель Главнокомандующего ОВС государств-участников Варшавского Договора в Чехословацкой народной армии, с января 1961 года — начальник 5-го отдела Главного управления боевой подготовки Сухопутных войск.
В мае 1962 года уволен в запас. Умер 22 сентября 1983 года в Москве.

## Награды
- Орден Ленина (06.11.1947[1]);
- пять орденов Красного Знамени (1937, 28.09.1943, 03.11.1944[1], 06.06.1945; 20.04.1953[1]);
- Орден Суворова 2 степени (30.7.1944);
- Орден Красной Звезды (1937);
- Медали.